# 盧普費里鎮區 (內布拉斯加州南斯縣)
盧普費里鎮區（英語：Loup Ferry Township）是位於美國內布拉斯加州南斯縣的一個行政鎮區。

## 地方資料
盧普費里鎮區的面積為105.37平方千米，當中陸地面積為104.39平方千米，而水域面積為0.97平方千米。根據2020年美國人口普查的數據，當地共有人口73人，而人口密度為每平方千米0.69人。